# Swordfish Studios
Swordfish Studios，是总部设在英国伯明翰的软件开发公司，由特雷弗·威廉姆斯和琼·芬尼根在2002年9月成立。2004年，旗鱼工作室被独立游戏开发者协会评为“年度开发者”。
2005年6月，该工作室被维旺迪游戏收购。2008年11月，英国游戏公司Codemasters从动视暴雪手中收购该工作室，并更名为Codemasters伯明翰工作室；2010年工作室被关闭。

## 旗下游戏
| 2004 | World Championship Rugby              | Acclaim Entertainment   | 运动             | 是 | 是 | 是 | 否 | 否 | 否 |
| 2005 | Brian Lara International Cricket 2005 | Codemasters             | 运动             | 是 | 是 | 是 | 否 | 否 | 否 |
| 2005 | Cold Winter                           | Vivendi Universal Games | 第一人称射击游戏 | 是 | 否 | 否 | 否 | 否 | 否 |
| 2009 | 50 Cent: Blood on the Sand            | THQ                     | 第三人称射击游戏 | 否 | 否 | 否 | 否 | 是 | 是 |